# Легенда о Кори
Легенда о Кори (енгл. The Legend of Korra) је америчка анимирана телевизијска серија креирана од стране Мајкла Данте Димартина и Брајана Конецка, емитована на Никелодиону од 2012. до 2014. године. Наставак Димартинове и Конецкове претходне серије, Аватар: Последњи владар ветрова, емитоване од 2005. до 2008. године, такође је анимиран у стилу Анимеа, а највећи дио анимације је урадио Студио Мир из Јужне Кореје, док су неке епизоде анимиране уз помоћ студија Пиерот Ко. из Јапана.
У Србији, Црној Гори, Републици Српској и Македонији серија је премијерно приказана 2013. године на каналу Никелодион, синхронизована на српски језик. Синхронизацију је радио студио Голд диги нет. Уводну шпицу изводи Предраг Дамњановић. Српска синхронизација нема ДВД издања.

## Улоге
| Улога                                       | Оригинални глас                           | Српски глас |
| ------------------------------------------- | ----------------------------------------- | --- |
| Кора                                        | Џенет Варни                               | Верица Николић |
| Мако                                        | Дејвид Фаустино                           | Марко Јањић |
| Болин                                       | Пи Џеј Берн                               | Милан Антонић |
| Асами Сато                                  | Сејшел Габријел                           | Сања Петровић Софија Јуричан (С4Е9-13)                                                                                |
| Тензин                                      | Џеј Кеј Симонс                            | Предраг Дамњановић |
| Лин Бејфонг                                 | Минди Стерлинг                            | Наташа Аксентијевић                                                                                                   |
| Буми                                        | Ричард Рили                               | Бранислав Платиша |
| Каја                                        | Лиса Еделстин                             | Ана Кораћ |
| Џинора                                      | Кирнан Шипка                              | Нина Лазаревић (С1) Маријана Живановић (С2-4)                                                                         |
| Ики                                         | Дарси Роуз Бернс                          | Јована Чуровић (С1) Ивана Тењовић (С2-4)                                                                              |
| Мило                                        | Логан Велс                                | Angela Kassiani (С1) Александра Ширкић (С2-4) Снежана Нешковић (С2Е14)                                                |
| Пема                                        | Марија Бамфорд                            | Михаела Стаменковић Дорис Милошевић (С2Е1-11) Марина Кауцки (С4)                                                      |
| Сујин Бејфонг                               | Ен Хејч                                   | Јелена Стојиљковић |
| Тонрак                                      | Џејмс Ремар                               | Милан Тубић |
| Варик                                       | Џон Мајкл Хигинс                          | Бранислав Јевтић (С1-2) Милош Дашић (С3-4)                                                                            |
| Жу Ли                                       | Стефани Ше                                | Наташа Аксентијевић (С2Е3-4) Angela Kassiani (С2Е6) Милена Живановић (С2Е11) Сања Поповић (С4)                        |
| Амон / Ноатак                               | Стив Блум                                 | Бода Нинковић |
| Тарлок                                      | Ди Бредли Бејкер                          | Марко Марковић |
| Поручник                                    | Ленс Хенриксен                            | Владимир Нићифоровић                                                                                                  |
| Уналак                                      | Адријан Латурел                           | Марко Марковић |
| Захир                                       | Хенри Ролинс                              | Марко Марковић |
| Газан                                       | Питер Џајлс                               | Марко Јањић |
| Минг-Хуа                                    | Греј Делајл                               | Марија Видаковић |
| П'Ли                                        | Кристи Ву                                 | Нина Лазаревић |
| Кувира                                      | Зелда Вилијамс                            | Јована Чуровић |
| Батар Јуниор                                | Тод Хаберкорн                             | Немања Живковић |
| Дезна                                       | Арон Химелштајн                           | Милош Дашић |
| Еска                                        | Обри Плаза                                | Милена Живановић |
| Катара                                      | Ева Мари Сејнт                            | Нина Лазаревић (С1) Ана Мандић (С2Е1) Маријана Живановић (С2Е12) Милена Живановић (С4Е2)                              |
| Зуко                                        | Брус Дејвисон                             | Лако Николић |
| Тоф Бејфонг                                 | Филис Самплер                             | Нина Лазаревић |
| Ајро (Стриц)                                | Грег Балдвин                              | Бора Ненић (С2Е10, 13) Данијел Корша (С3Е11)                                                                          |
| Нага                                        | Ди Бредли Бејкер                          | оригинални глас |
| Пабу                                        | Ди Бредли Бејкер                          | оригинални глас |
| Сена                                        | Алекс Макена                              | Тамара Јанковић (С1Е1) Александра Ширкић (С2) Миљана Кравић (С4Е2)                                                    |
| Рохан                                       | Тара Стронг (С1-3) Стефани Ше (С4)        | оригинални глас |
| Кора (мала)                                 | Кора Бејкер                               | Верица Николић |
| Уги                                         | Ди Бредли Бејкер                          | оригинални глас |
| Гому                                        | Стивен Рут                                | Владимир Нићифоровић                                                                                                  |
| Еквалистички штрајкач                       | Карлос Алазраки                           | Владимир Нићифоровић                                                                                                  |
| Вајпер                                      | Мајкл Јурчак                              | Никола Немешевић (С1Е1) Бојан Хлишћ (С2Е6)                                                                            |
| Сајкан                                      | Ричард Епкар                              | Владимир Нићифоровић (С1Е1) Милан Тубић                                                                               |
| Репортер #1                                 | непознато                                 | Марко Марковић |
| Репортер #2                                 | Марија Бамфорд                            | Јелена Стојиљковић (С1Е1) Нина Лазаревић (С1Е4) Милена Живановић (С3Е1)                                               |
| Репортер #3                                 | непознато                                 | Марко Марковић |
| Репортер #4                                 | непознато                                 | Александар Новаковић                                                                                                  |
| Репортер #5                                 | непознато                                 | Томаш Сарић (С1Е4) Стеван Пиале (С3Е1)                                                                                |
| Репортер #6                                 | непознато                                 | Милан Антонић |
| Репортер #7                                 | непознато                                 | Томаш Сарић |
| Најављивач ринга                            | Џејсон Харис Кац                          | Милан Тубић |
| Широ Шиноби                                 | Џеф Бенет                                 | Милош Лазић (С1-2) Милош Ђуричић (С3-4) Немања Живковић (С3Е13)                                                       |
| Помоћни судија                              | Том Кени                                  | Владимир Нићифоровић                                                                                                  |
| Лемур                                       | Ди Бредли Бејкер                          | оригинални глас |
| Сеновити Шин                                | Фишер Стивенс                             | Немања Живковић |
| Одборница владарка ватром                   | Минди Стерлинг                            | Михаела Стаменковић                                                                                                   |
| Одборски паж                                | Ендру Џентил                              | Јована Чуровић |
| Хироши Сато                                 | Данијел Де Ким                            | Томаш Сарић (С1) Бранислав Платиша (С4)                                                                               |
| Сока (одрасли)                              | Крис Хардвик                              | Бранислав Јевтић |
| Тоф (одрасла)                               | Кејт Хигинс                               | Михаела Стаменковић (С1Е9) Нина Лазаревић (С3Е6)                                                                      |
| Анг (одрасли)                               | ДБ Свини                                  | Бојан Хлишћ |
| Тано                                        | Рами Малек                                | Владимир Нићифоровић                                                                                                  |
| Јакон                                       | Кленси Браун                              | Предраг Котур |
| Ајро                                        | Данте Баско                               | Немања Живковић (С1-2) Владан Слијепчевић (С4Е11)                                                                     |
| Вођа побуњеника Јужног племена              | Нолан Норт                                | Милош Дашић |
| Председник Раико                            | Спенсер Гарет                             | Томаш Сарић (С1-2) Немања Живковић (С3-4)                                                                             |
| Лу                                          | Марк Алан Стјуарт                         | Томаш Сарић |
| Ганг                                        | Рик Зајф                                  | Александар Бећић Бранислав Платиша (С2Е11)                                                                            |
| Зли Уналак                                  | Џејсон Харис Кац                          | Стеван Пиале |
| Џуџи                                        | Ди Бредли Бејкер                          | Стеван Пиале |
| Рох-Тан                                     | Тим Хедрик                                | непознато |
| Џинџер                                      | Ејми Грос                                 | Маријана Живановић |
| Кару                                        | Џим Камингс                               | Бојан Хлишћ |
| Шаманка                                     | Барбара Гудсон                            | Јелена Петровић |
| Ван                                         | Стивен Јан                                | Предраг Дамњановић |
| Џаја                                        | Џастин Прентис                            | Милан Антонић |
| Ватрена лавокорњача                         | Џим Камингс                               | Никола Немешевић |
| Дух ај-аја                                  | Џејсон Марсден                            | Јелена Стојиљковић |
| Рава                                        | Ејприл Стјуарт                            | Дорис Милошевић (С2Е7-8) Михаела Стаменковић (С2Е13-14) Марија Видаковић (С4Е9)                                       |
| Вату                                        | Џонатан Адамс                             | Никола Булатовић |
| Унавату                                     | Адријан Латурел Џонатан Адамс (симултано) | Марко Марковић Никола Булатовић (симултано)                                                                           |
| Дау                                         | Џим Мескимен                              | Лако Николић |
| Рију                                        | Џон Хедер                                 | Немања Живковић (С3Е2) Никола Булатовић (С4Е9)                                                                        |
| Ријуова мајка                               | Марија Бамфорд                            | Јадранка Пејановић (С3Е2) Маријана Живановић (С4Е9)                                                                   |
| Ријуов отац                                 | Џон Хедер                                 | Милош Ђуричић |
| Каи                                         | Скајлер Бригман                           | Милена Живановић |
| Ган                                         | Мичел Витфилд                             | Марко Марковић |
| Краљица Хоу-Тинг                            | Џејн Таини                                | Вања Милачић |
| Ту                                          | Грег Сајпс                                | Немања Живковић |
| Чау                                         | Карлос Алазраки                           | Данијел Корша |
| Јин                                         | Сузан Сајло                               | Јелена Стојиљковић |
| Даи Ли наредник                             | Гари Кол                                  | Стеван Пиале |
| Јунг                                        | Карлос Алазраки                           | Лако Николић |
| Ајвеј                                       | Морис Ламарш                              | Бранислав Јевтић |
| Веј                                         | Маркус Тоџи                               | Владан Слијепчевић |
| Винг                                        | Маркус Тоџи                               | Владан Слијепчевић |
| Хуан                                        | Џејсон Марсден                            | Стеван Пиале |
| Опал                                        | Алисон Стонер                             | Ива Манојловић |
| Кувар                                       | Морис Ламарш                              | Стеван Пиале |
| Батар                                       | Џим Мескимен                              | Немања Живковић |
| Отаку                                       | Карлос Алазраки                           | Немања Живковић |
| Владарка ваздухом                           | Марија Бамфорд                            | Јадранка Пејановић |
| Принц Ву                                    | Сунил Малхорта                            | Немања Живковић |
| Рибар                                       | Џеф Бенет                                 | Марко Марковић |
| Пепер                                       | Ди Бредли Бејкер                          | оригинални глас |
| Ана                                         | Ника Футерман                             | Нина Лазаревић |
| Бараз                                       | Стив Блум                                 | Данијел Корша |
| Изуми                                       | Ејприл Стјуарт                            | Милена Живановић |
| Вођа Белог лотуса                           | Стивен Рут                                | непознато |
| Јим                                         | непознато                                 | Марко Марковић |
| Продавачица уличне хране                    | Ејми Хил                                  | Михаела Стаменковић                                                                                                   |
| Полицијски службеник из парка               | непознато                                 | Стеван Пиале |
| Продавачица                                 | Ејми Хил                                  | Нина Лазаревић |
| Продавач фонографа Чанг                     | Стивен Рут                                | Стеван Пиале |
| Продавач                                    | непознато                                 | Стеван Пиале |
| Полицајац неуредне косе                     | Карлос Алазраки                           | Стеван Пиале |
| Тоза                                        | Џорџ Коу                                  | Милош Дашић |
| Хасук                                       | Шон Гантка                                | Марко Марковић |
| Обожаватељка                                | Марија Бамфорд                            | Ива Кевра |
| Бутака                                      | Кевин Мајкл Ричардсон                     | Марко Марковић |
| Скучи                                       | Зак Калисон                               | Милан Антонић |
| Вратар                                      | Кевин Мајкл Ричардсон                     | непознато |
| Еквалистички најављивач                     | Морис Ламарш                              | Немања Живковић |
| Муња Золт                                   | Кевин Мајкл Ричардсон                     | Владимир Нићифоровић                                                                                                  |
| Домаћин Квонгове кухиње                     | непознато                                 | Милан Антонић |
| Конобар Квонгове кухиње                     | непознато                                 | Милан Антонић |
| Главни судија                               | Џеф Бенет                                 | Владимир Нићифоровић                                                                                                  |
| Водитељ радија                              | непознато                                 | непознато |
| Полицајац владар металом #1                 | непознато                                 | непознато |
| Полицајац владар металом #2                 | непознато                                 | Бранислав Јевтић |
| Полицајац владар металом #3                 | Џеф Бенет                                 | непознато |
| Полицајац Сонг                              | Џејсон Харис Кац                          | непознато |
| Лау Ган-Лан                                 | Џејмс Си                                  | непознато |
| Батлер                                      | Ди Бредли Бејкер                          | Лазар Дубовац |
| Магационер                                  | Ричард Епкар                              | непознато |
| Грађанин невладар                           | непознато                                 | Милош Дашић |
| Мајка невладарка                            | непознато                                 | Михаела Стаменковић                                                                                                   |
| Ћерка невладарка                            | непознато                                 | Angela Kassiani |
| Полицијски скенер                           | непознато                                 | Милан Тубић |
| Тужитељка                                   | Кејт Хигинс                               | Снежана Нешковић |
| Адвокат                                     | Морис Ламарш                              | Владимир Нићифоровић                                                                                                  |
| Бајлиф                                      | Џеф Бенет                                 | Лазар Дубовац |
| Еквалиста #1                                | непознато                                 | непознато |
| Еквалиста #2                                | непознато                                 | Ива Кевра |
| Еквалиста #3                                | непознато                                 | непознато |
| Еквалиста #4                                | непознато                                 | Марко Марковић |
| Еквалиста #5                                | непознато                                 | непознато |
| Еквалиста #6                                | непознато                                 | Немања Живковић |
| Полицијски службеник комуникације #1        | Ендру Џентил                              | Марко Јањић |
| Полицијска службеница комуникације #2       | Марија Бамфорд                            | Михаела Стаменковић                                                                                                   |
| Муж одборнице владарке ватром               | Ричард Епкар                              | Лазар Дубовац |
| Бабица                                      | Марија Бамфорд                            | Снежана Нешковић |
| Стражар Белог лотуса #1                     | непознато                                 | Бранислав Јевтић |
| Стражар Белог лотуса #2                     | Џим Мескимен                              | Немања Живковић |
| Стражар Белог лотуса #3                     | Ди Бредли Бејкер                          | Бојан Хлишћ |
| Стражар Белог лотуса #4                     | Сунил Малхорта                            | Бојан Хлишћ |
| Стражар Белог лотуса #5                     | Џим Мескимен                              | Милош Дашић |
| Стражар Белог лотуса #6                     | Спенсер Гарет                             | Бранислав Јевтић |
| Члан посаде Уједињених снага                | непознато                                 | Лазар Дубовац |
| Тарлок (клинац)                             | Николас Браико                            | Марко Марковић |
| Ноатак (клинац)                             | Џејкоб Бертран                            | Милан Тубић |
| Тарлок (тинејџер)                           | Зак Калисон                               | Марко Марковић |
| Ноатак (тинејџер)                           | Александер Мартела                        | Милан Тубић |
| Стари морепловац                            | Кевин Мајкл Ричардсон                     | Немања Живковић |
| Новајлија                                   | Шон Гантка                                | Милан Тубић |
| Инжењер индустрије Будућности               | Џеф Бенет                                 | непознато |
| Карневалски лајавац                         | Џеф Бенет                                 | непознато |
| Абот Шунг                                   | Џејмс Си                                  | непознато |
| Ваздушна следбеница                         | Ејми Хил                                  | Наташа Аксентијевић                                                                                                   |
| Ваздушни следбеник #2                       | Џим Мескимен                              | Стеван Пиале |
| Ваздушни следбеник #3                       | Џеф Бенет                                 | Бранислав Јевтић |
| Војник Северног племена #1                  | Кеон Јанг                                 | Милош Дашић |
| Војник Северног племена #2                  | Џонатан Адамс                             | Немања Живковић |
| Грађанин Јужног племена                     | Нолан Норт                                | Немања Живковић |
| Девојчица Јужног племена                    | непознато                                 | Тамара Јанковић |
| Побуњеник Јужног племена #1                 | непознато                                 | непознато |
| Побуњеник Јужног племена #2                 | непознато                                 | непознато |
| Судија Хота                                 | Том Кејн                                  | Бојан Хлишћ |
| Узбуђени човек                              | Џеф Бенет                                 | непознато |
| Чувар Северног племена                      | Џеф Бенет                                 | Немања Живковић |
| Генерал Северног племена                    | Џеф Бенет                                 | Бојан Хлишћ |
| Присутник провладања                        | непознато                                 | непознато |
| Капетан брода                               | Вејд Вилијамс                             | Милош Дашић |
| Приповедач Авантура Нактака                 | Џим Камингс                               | Милан Тубић |
| Двопрсти Пинг                               | С. Скот Булок                             | Владимир Нићифоровић                                                                                                  |
| Асистент редитеља                           | Џејсон Харис Кац                          | Марко Јањић |
| Тип за пиротехнику                          | Ди Бредли Бејкер                          | непознато |
| Мудракиња                                   | Серена Вилијамс                           | Ана Мандић |
| Року                                        | Џејмс Гарет                               | непознато |
| Кјоши                                       | Џенифер Хејл                              | Маријана Живановић |
| Курук                                       | Џим Мескимен                              | Милош Дашић |
| Мали Чу                                     | Маркус Тоџи                               | Милош Дашић |
| Велики Чу                                   | Ендру Кишино                              | Томаш Сарић |
| Јао                                         | Стив Блум                                 | Томаш Сарић |
| Главни ловац                                | Травис Вилингам                           | Марко Јањић |
| Ловац #1                                    | Џим Мескимен                              | Милош Дашић |
| Ловац #2                                    | Стив Блум                                 | Милош Дашић |
| Ловац #3                                    | Џим Камингс                               | Милош Дашић |
| Чу старији                                  | Пол Накаучи                               | Бојан Хлишћ |
| Дух жабе                                    | Џеф Бенет                                 | Марко Јањић |
| Љубазни дух #1                              | Бејли Гамбертоглио                        | Јадранка Пејановић |
| Љубазни дух #2                              | Николас Браико                            | Милан Антонић |
| Насумични дух #1                            | Џеф Бенет                                 | Бојан Хлишћ |
| Насумични дух #2                            | Травис Вилингам                           | Бојан Хлишћ |
| Ваздушни номад                              | Роџер Џексон                              | Томаш Сарић |
| Ваздушна лавокорњача                        | Стивен Стантон                            | Никола Немешевић |
| Насељеник                                   | Џејсон Марсден                            | Марко Јањић |
| Ван (стари)                                 | Стивен Стантон                            | Предраг Дамњановић |
| Вариков чувар                               | Џонатан Адамс                             | Никола Немешевић |
| Духови мерката                              | непознато                                 | Немања Живковић Марко Јањић Милош Дашић Томаш Сарић                                                                   |
| Меј                                         | Џенет Варни                               | Александра Ширкић |
| Џим                                         | Џеф Бенет                                 | Томаш Сарић |
| Ван Ши Тонг                                 | Хектор Елизондо                           | Милан Тубић |
| Бели лотус                                  | Џеф Бенет                                 | Бојан Хлишћ |
| Полицијски службеник                        | непознато                                 | Стеван Пиале |
| Фотограф                                    | непознато                                 | Милош Дашић |
| Батеркап Раико                              | Марија Бамфорд                            | Јована Чуровић |
| Председник из филма                         | Џејсон Харис Кац                          | Бранислав Платиша |
| Аутоматони                                  | Џејсон Харис Кац                          | Немања Живковић |
| Отмичар владар водом                        | Џеф Бенет                                 | Милош Дашић |
| Дух паука таме                              | Греј Делајл                               | Немања Живковић |
| Духовна печурка                             | Греј Делајл                               | Милош Дашић |
| Жао                                         | Џејсон Ајзакс                             | Томаш Сарић |
| Продавац (Дауов брат)                       | Крис Хил                                  | Владан Слијепчевић |
| Воћни јеж                                   | Крис Хил                                  | Бранислав Јевтић |
| Градоначелник                               | Мајкл Донован                             | Стеван Пиале |
| Куон                                        | Џеф Бенет                                 | Марко Марковић |
| Куонова жена                                | Греј Делајл                               | Јадранка Пејановић |
| Куонова ћерка                               | Ешли Боетчер                              | Милена Живановић |
| Шериф                                       | Џејсон Милер                              | Милош Дашић |
| Богаташ                                     | Гари Кол                                  | Стеван Пиале |
| Кондуктер воза #1                           | Мичел Витфилд                             | Милан Антонић |
| Кондуктер воза #2                           | Џим Мескимен                              | Милош Ђуричић |
| Кондуктер воза #3                           | Џим Мескимен                              | Стеван Пиале |
| Чувар воза                                  | Карлос Алазраки                           | Милош Дашић |
| Конобар                                     | Мичел Витфилд                             | Немања Живковић |
| Маков и Болинов ујак                        | Карлос Алазраки                           | Стеван Пиале |
| Макова и Болинова ујна                      | Џејн Таини                                | Немања Живковић |
| Маков и Болинов рођак                       | Грег Сајпс                                | Стеван Пиале |
| Чувар краљевства Земље                      | Карлос Алазраки                           | Милош Дашић |
| Гомбо                                       | Пат Фрејли                                | Данијел Корша |
| Краљевски чувар #1                          | Мичел Витфилд                             | Милош Дашић |
| Краљевски чувар #2                          | Џеф Бенет                                 | Стеван Пиале |
| Ослобођени владар ваздухом #1               | непознато                                 | непознато |
| Ослобођени владар ваздухом #2               | непознато                                 | Марко Марковић |
| Ослобођени владар ваздухом #3               | непознато                                 | Милош Дашић |
| Заофу чувар                                 | Питер Џајлс                               | Милош Ђуричић |
| Возач                                       | Џим Мескимен                              | Бранислав Јевтић |
| Акупунктуриста                              | Пол Накаучи                               | Немања Живковић |
| Лин Бејфонг (млада)                         | Греј Делајл                               | Наташа Аксентијевић                                                                                                   |
| Сујин Бејфонг (млада)                       | Џеси Флауер                               | Јелена Стојиљковић |
| Пријатељ Сујин Бејфонг (млади)              | Џејсон Марсден                            | Бранислав Јевтић |
| Полицијски диспечер                         | Џим Мескимен                              | Милан Антонић |
| Полицијски службеник на мосту               | Џеф Бенет                                 | Милош Дашић |
| Ганбат                                      | Травис Вилингам                           | Стеван Пиале |
| Крадљивац ваздушних бизона                  | Карлос Алазраки                           | Милош Дашић |
| Додатне животиње                            | Ди Бредли Бејкер                          | оригинални глас |
| Жу Гуан                                     | Питер Џајлс                               | Немања Живковић |
| Саслушани Заофу чувар #2                    | Морис Ламарш                              | Милош Дашић |
| Саслушани Заофу чувар #3                    | Џон Мајкл Хигинс                          | Немања Живковић |
| Хонг Ли                                     | Џои Ричер                                 | Немања Живковић |
| Кафанџија                                   | Морис Ламарш                              | Милан Тубић |
| Духови                                      | Ди Бредли Бејкер                          | оригинални глас |
| Угоститељка                                 | Андреа Романо                             | Јована Чуровић |
| Макал                                       | Мет Вилиг                                 | Милош Дашић |
| Лили                                        | Греј Делајл                               | Марија Видаковић |
| Капетан летећег брода                       | Кејт Фарли                                | Стеван Пиале |
| Арик                                        | Дејвид Кауфман                            | Данијел Корша |
| Копилот летећег брода                       | Џеф Бенет                                 | Немања Живковић |
| Конг                                        | Грег Бинкли                               | Милош Дашић |
| Затвореник                                  | непознато                                 | Немања Живковић |
| Даи Ли агент                                | Кејт Фарли                                | Немања Живковић |
| Инжењер                                     | Мичел Витфилд                             | непознато |
| Камиле                                      | Ди Бредли Бејкер                          | оригинални глас |
| Пљачкаш                                     | Грег Балдвин                              | Милош Дашић |
| Краљевски чувар пљачкаш                     | Карлос Алазраки                           | Немања Живковић |
| Заофу оператер радија                       | Карлос Алазраки                           | Немања Живковић |
| Чувар Црвеног лотуса #1                     | Стив Блум                                 | Немања Живковић |
| Чувар Црвеног лотуса #2                     | Џим Мескимен                              | Милош Дашић |
| Власница продавнице                         | Минди Стерлинг                            | Миљана Кравић |
| Вођа бандита                                | Џон Мајкл Хигинс                          | Бојан Хлишћ |
| Бандит (женски)                             | Алисон Стонер                             | Нина Лазаревић |
| Бандит (мушки)                              | Спенсер Гарет                             | Немања Живковић |
| Гувернер                                    | Роберт Морс                               | Бранислав Јевтић |
| Чувар Царства земље #1                      | Џеф Бенет                                 | Бранислав Јевтић |
| Чувар Царства земље #2                      | Џим Мескимен                              | Бранислав Јевтић |
| Чувар Царства земље #3                      | Џим Мескимен                              | Бранислав Јевтић |
| Нилске краве                                | Ди Бредли Бејкер                          | оригинални глас |
| Фармер                                      | непознато                                 | Милош Дашић |
| Промотер подземне борбе                     | Џеф Бенет                                 | Милош Дашић |
| Човек који чека на ве-це                    | Џеф Бенет                                 | Бојан Хлишћ |
| Жена на улици                               | Филис Самплер                             | Нина Лазаревић |
| Продавачица са плаже                        | Филис Самплер                             | Нина Лазаревић |
| Светли дух                                  | Морган Гингерих                           | Милена Живановић |
| Скептични дух                               | Макс Чарлс                                | Милена Живановић |
| Рецепционер Клерк                           | Џон Мајкл Хигинс                          | Бранислав Јевтић |
| Бик жаба                                    | Ди Бредли Бејкер                          | оригинални глас |
| Кувирин подржавалац #1                      | Стефани Ше                                | Марина Кауцки |
| Кувирин подржавалац #2                      | непознато                                 | Марина Кауцки |
| Клинац на трону                             | Стефани Ше                                | Марина Кауцки |
| Старија жена на пијаци                      | Марија Бамфорд                            | Миљана Кравић |
| Тип за криглом                              | Џеф Бенет                                 | Милан Антонић |
| Тујен                                       | Кејтлин Кармајкл                          | Мина Ненадовић |
| Шећерна веверица                            | Ди Бредли Бејкер                          | оригинални глас |
| Војник Царства земље #1                     | Грег Балдвин                              | Бранислав Јевтић |
| Војник Царства земље #2                     | Џеф Бенет                                 | Милан Антонић |
| Војник Царства земље #3                     | непознато                                 | Стеван Пиале |
| Војник Царства земље #4                     | непознато                                 | Стеван Пиале |
| Војник Царства земље #5                     | непознато                                 | непознато |
| Војник Царства земље #6                     | непознато                                 | Софија Јуричан |
| Заофу извидник                              | Спенсер Гарет                             | Бранислав Јевтић |
| Присутник купатила                          | Џим Мескимен                              | Милош Ђуричић |
| Пост чувар Царства земље                    | Џим Мескимен                              | Милош Ђуричић |
| Главни војник Царства земље                 | Џеф Бенет                                 | Владан Слијепчевић |
| Туриста у Духовним дивљинама                | Џон Мајкл Хигинс                          | Милош Ђуричић |
| Ђуси                                        | Ди Бредли Бејкер                          | оригинални глас |
| Дух Један                                   | Џим Мескимен                              | непознато |
| Оператер полицијског радија Града Републике | Марија Бамфорд                            | Весна Шашић |
| Чувар границе Града Републике               | Сунил Малхорта                            | Милош Ђуричић |
| Кормилар #1                                 | Џеф Бенет                                 | Милош Ђуричић |
| Кормилар #2                                 | Ди Бредли Бејкер                          | Милош Ђуричић |
| Евакуисани                                  | Ди Бредли Бејкер                          | Раде Ћосић |
| Трећи вод Царства земље                     | непознато                                 | Стеван Пиале |
| Четврти вод Царства земље                   | непознато                                 | Владан Слијепчевић |
| Капетан Царства земље                       | Ди Бредли Бејкер                          | Владан Слијепчевић |
| Меха одело Царства земље                    | Џим Мескимен                              | оригинал |
| Поглавља и књиге                            | /                                         | Марко Јањић (С1-С2) Предраг Дамњановић (С2Е4) Милан Антонић (С3Е1-11) Марко Марковић (С3Е12-13) Раде Ћосић (С4Е12-13) |
| Уводна шпица                                | Џеј Кеј Симонс                            | Предраг Дамњановић |

## Епизоде
| Сезона | Сезона | Књига              | Епизоде | Епизоде | Оригинално емитовање | Оригинално емитовање | Оригинално емитовање |
| Сезона | Сезона | Књига              | Епизоде | Епизоде | Премијера            | Финале               | Мрежа                |
| ------ | ------ | ------------------ | ------- | ------- | -------------------- | -------------------- | -------------------- |
|        | 1.     | Књига 1: Ваздух    | 12      | 12      | 14. април 2012.      | 23. јун 2012.        | Никелодион           |
|        | 2.     | Књига 2: Духови    | 14      | 14      | 13. септембар 2013.  | 22. новембар 2013.   | Никелодион           |
|        | 3.     | Књига 3: Промена   | 13      | 13      | 27. јун 2014.        | 22. август 2014.     | Никелодион           |
|        | 4.     | Књига 4: Равнотежа | 13      | 13      | 3. октобар 2014.     | 19. децембар 2014.   |                      |